# Schweizer Futsalmeisterschaft 2014/15
Die 9. Schweizer Meisterschaft im Futsal begann am 13. September 2014 und endete am 28. Februar 2015.
Durch die beiden Aufsteiger FC Uetendorf und Lugano Pro Futsal bestand die SFPL zum ersten Mal aus zehn Mannschaften. Somit gab es 18 statt 14 Spieltage in der Qualifikation. Diese war zudem äusserst eng und ausgeglichen, zwischen dem Erstplatzierten und dem Sechstplatzierten betrug die Differenz nur fünf Punkte.
Zum ersten Mal in der zehnjährigen Vereinsgeschichte konnte sich Mobulu Futsal Uni Bern den Titel holen. Im Finale bezwangen die Berner Futsal Maniacs, ausgerechnet das einzige Team, das beide direkten Duelle in der regulären Saison für sich entscheiden konnte. Für die Maniacs war dies die zweite Finalniederlage.
Manuel Filipe Dias, vom Vorjahresmeister Uni Futsal Team Bulle, verteidigte seine Torjägerkrone mit 40 Toren. Edis Colic vom FC Uetendorf folgte mit 35 Treffern.

## Swiss Futsal Premier League – 2014/15
Die ersten vier Teams qualifizierten sich für die Playoffs, während der Letztplatzierte in die NLA abstieg.

### Qualifikation Swiss Futsal Premier League
|     | Verein                       | R  | S  | U | N  | Tore   | Diff. | Punkte |
| --- | ---------------------------- | -- | -- | - | -- | ------ | ----- | ------ |
| 1.  | Futsal Maniacs               | 18 | 13 | 1 | 4  | 98:58  | +40   | 40     |
| 2.  | Lugano Pro Futsal (A)        | 18 | 13 | 0 | 5  | 82:61  | +21   | 39     |
| 3.  | Mobulu Futsal Uni Bern       | 18 | 12 | 2 | 4  | 100:60 | +40   | 38     |
| 4.  | Uni Futsal Team Bulle (M)    | 18 | 12 | 1 | 5  | 114:80 | +34   | 37     |
| 5.  | Futsal Team Fribourg Old Fox | 18 | 11 | 2 | 5  | 107:75 | +32   | 35     |
| 6.  | Futsal Minerva               | 18 | 11 | 2 | 5  | 135:63 | +72   | 35     |
| 7.  | Futsal Löwen Zürich          | 18 | 7  | 1 | 10 | 71:82  | −11   | 22     |
| 8.  | MNK Croatia 97               | 18 | 2  | 1 | 15 | 65:109 | −44   | 7      |
| 9.  | FC Uetendorf (A)             | 18 | 2  | 1 | 15 | 94:173 | −79   | 7      |
| 10. | Geneva Futsal                | 18 | 0  | 3 | 15 | 58:163 | −105  | 3      |

| Legende | Legende    |
| ------- | ---------- |
|         | Halbfinals |
|         | Abstieg    |
| (M)     | Meister    |
| (A)     | Aufsteiger |

|     | Team                         | Maniacs | Lugano | Mobulu | Bulle | Old Fox | Minerva | Löwen | Croatia | Uetendorf | Geneva |
| --- | ---------------------------- | ------- | ------ | ------ | ----- | ------- | ------- | ----- | ------- | --------- | ------ |
| 1.  | Futsal Maniacs               |         | 6:4    | 7:2    | 2:5   | 4:4     | 6:4     | 10:1  | 5:4     | 6:4       | 8:5    |
| 2.  | Lugano Pro Futsal (A)        | 4:1     |        | 4:3    | 6:5   | 6:4     | 4:3     | 6:3   | 8:1     | 3:0       | 8:3    |
| 3.  | Mobulu Futsal Uni Bern       | 2:3     | 6:2    |        | 7:3   | 2:4     | 10:4    | 5:2   | 5:2     | 12:6      | 6:1    |
| 4.  | Uni Futsal Team Bulle (M)    | 2:9     | 4:3    | 3:4    |       | 7:4     | 7:6     | 6:5   | 9:4     | 15:2      | 6:6    |
| 5.  | Futsal Team Fribourg Old Fox | 3:2     | 6:4    | 4:8    | 4:6   |         | 6:6     | 3:1   | 4:2     | 13:6      | 14:1   |
| 6.  | Futsal Minerva               | 4:0     | 4:1    | 4:4    | 5:2   | 4:5     |         | 4:3   | 12:3    | 8:4       | 33:0   |
| 7.  | Futsal Löwen Zürich          | 1:11    | 1:3    | 4:4    | 1:4   | 6:5     | 0:6     |       | 2:1     | 15:4      | 3:0    |
| 8.  | MNK Croatia 97               | 3:8     | 2:3    | 4:6    | 5:12  | 3:4     | 1:2     | 4:8   |         | 11:8      | 7:3    |
| 9.  | FC Uetendorf (A)             | 6:7     | 5:7    | 1:6    | 4:11  | 5:13    | 2:17    | 4:10  | 5:3     |           | 20:8   |
| 10. | Geneva Futsal                | 0:3     | 4:6    | 2:8    | 3:7   | 2:7     | 5:9     | 2:5   | 5:5     | 8:8       |        |

### Playoffs Swiss Futsal Premier League

#### Halbfinals Hinspiele
| Datum    | Zeit  | Heimteam                  | Gastteam              | Resultat |
| -------- | ----- | ------------------------- | --------------------- | -------- |
| 14.02.15 | 18:00 | Uni Futsal Team Bulle (M) | Futsal Maniacs        | 3:6      |
| 15.02.15 | 15:30 | Mobulu Futsal Uni Bern    | Lugano Pro Futsal (A) | 6:5      |

#### Halbfinals Rückspiele
| Datum    | Zeit  | Heimteam              | Gastteam                  | Resultat |
| -------- | ----- | --------------------- | ------------------------- | -------- |
| 22.02.15 | 17:00 | Lugano Pro Futsal (A) | Mobulu Futsal Uni Bern    | 3:7      |
| 22.02.15 | 20:30 | Futsal Maniacs        | Uni Futsal Team Bulle (M) | 6:5      |

#### Final
| Datum    | Zeit  | Heimteam               | Gastteam       | Resultat |
| -------- | ----- | ---------------------- | -------------- | -------- |
| 28.02.15 | 18:00 | Mobulu Futsal Uni Bern | Futsal Maniacs | 5:3      |